# Manhua
Ne doit pas être confondu avec Manhwa.

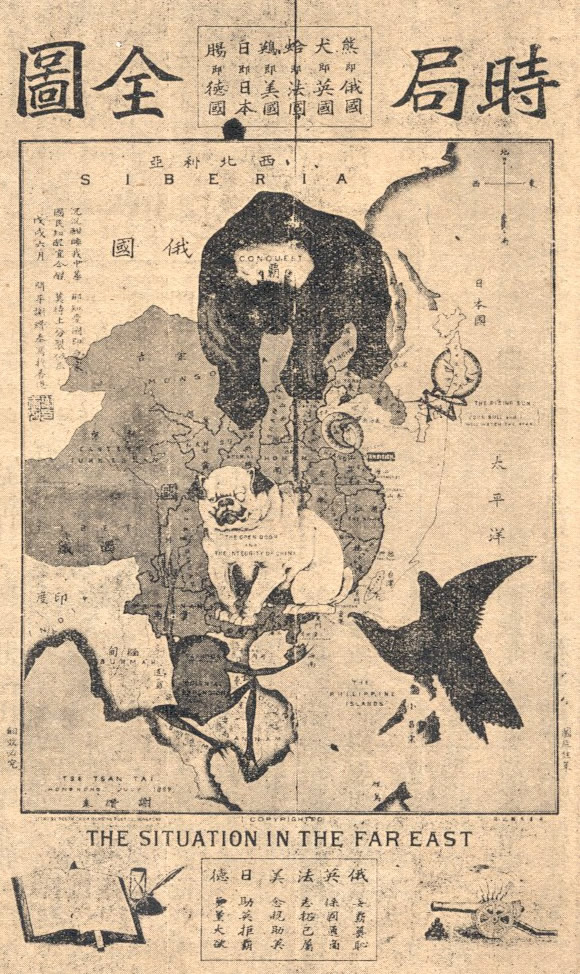
La Situation de l'Extreme-Orient, manhua de 1899.

Manhua (chinois simplifié : 漫画 ; chinois traditionnel : 漫畫 ; pinyin : mànhuà, prononcé : /ma̠n˥˧ xu̯a̠˥˩/) est le nom donné à la bande dessinée dans le monde chinois. Les auteurs de manhua sont des manhuajia.
On différencie le terme manhua de lianhuanhua, qui désigne une bande dessinée plus traditionnelle, même si ce mot est de moins en moins utilisé.

## Caractéristiques des bandes dessinées chinoises
Le manhua se lit de gauche à droite, comme les bandes dessinées françaises, et dans le sens de lecture occidental (sauf pour les œuvres hongkongaises et taïwanaises). Sources : Ecriture de gauche à droite après modernisation dans les années 50, (article de traducteur de Manhua)

## Histoire
Les plus anciens exemples survivants de dessins chinois sont tracés sur de la céramique chinoise néolithique et sur des laques, sur briques et des gravures sur pierre et des briques estampées du IIIe siècle avant notre ère. L'art du dessin étant un art du trait, du tracé, en Chine c'est aussi un art du pinceau. La pratique du pinceau, on le voit dans la céramique néolithique, est un art antérieur au développement de la calligraphie chinoise. D'autre part de nombreux artistes peintres professionnels exerçaient à la cour et dans les villes. Un exemple célèbre de dessins à nombreuses figures mises en scènes dans une ville est la représentation de la fête Qingming, et sa reprise à l'époque Qing, tout aussi célèbre en Chine. On notera aussi le dessin satirique au pinceau intitulé « paons », au début de la dynastie des Qing, par l'artiste Zhua Da, et un ouvrage intitulé Fantômes, Images comiques du monde, de 1771 par Luo Liang-feng. Enfin le manhua chinois est né à la fin du XIXe et au début du XXe siècle, à peu près au cours des années 1867 à 1927.
L'introduction de méthodes d'impression lithographique provenant de l'Occident a été une étape cruciale dans l'expansion de l'art dans le début du XXe siècle. Au début des années 1870, les dessins satiriques publiés dans des journaux et périodiques. Dans les années 1920 des livres d'images paume de la main comme Lianhuanhua étaient populaires à Shanghai. Ils sont considérés comme le prédécesseur du manhua moderne.
L'un des premiers magazines de bandes dessinées satiriques sont venus du Royaume-Uni, intitulé The Punch China. Le premier sujet traité par une personne de nationalité chinoise concerna la situation en Extrême-Orient de Tse Tsan-Tai en 1899, imprimé au Japon. Sun Yat-Sen a créé la république populaire de Chine en 1911 en utilisant une manhua de Hong Kong pour faire circuler de la propagande anti-Qing. Certains des manhua qui reflétaient le début des luttes de la période de transition politique et la guerre ont été de véritables enregistrements comme le Renjian Pictorial. Jusqu'à l'établissement de l'Association de Dessin animé, Manhua Hui, en Chine en 1927, toutes les œuvres antérieures étaient de type Lianhuanhua.
Le premier magazine chinois de manhua, Le Croquis de Shanghai est apparu en 1928. Entre 1934 et 1937 environ 17 magazines manhua ont été publiés à Shanghai. Ce format fut de nouveau utilisé comme outil de propagande au début de la Deuxième Guerre sino-japonaise. Au moment où l'empire du Japon occupait Hong-Kong en 1941, toutes les activités manhua cessaient. Avec la défaite du japonais en 1945, le désordre politique entre les Nationalistes chinois et les Communistes entame alors sa dernière phase. Une phase marquée par le manhua critique et le dessin animé Renjian Huahui, qui s'inspire de la trame politique à l'époque.
Les troubles en Chine ont continué dans les années 1950 et les années 1960. La hausse de l'immigration chinoise a transformé Hong-Kong en marché de manhua principal, particulièrement avec la génération du baby boom. Le magazine manhua le plus influent pour des adultes était le Monde de Dessins animés, de 1956, qui a alimenté l'Oncle à succès Choi. La disponibilité de bandes dessinées (comiques) japonaises et taïwanaises a défié l'industrie locale, vendant les albums piratés au prix avantageux de 10 cents. Manhua comme le Vieux Maître Q ont été nécessaires pour revitaliser l'industrie locale.
L'arrivée de la télévision et la fin de la révolution culturelle, dans les années 1970, furent deux phénomènes culturels et politiques majeurs. Les films de Bruce Lee ont dominé l'ère qui a suivi, et sa popularité a lancé une nouvelle vague de Kung fu manhua. La violence explicite a favorisé la vente des magazines de bandes dessinées et le Gouvernement de Hong-Kong est intervenu avec la Loi sur les Publications Indécentes en 1975. Petits Fripons était une de ces bandes dessinées qui ont abordé tous les changements sociaux d’alors. Les thèmes fleurirent aussi dans les années 1990 avec le travail de McMug et des histoires en trois parties comme Teddy Boy, Portland Street et Red Light District. Depuis les années 1950, le marché de manhua de Hong-Kong a été séparé de celui de Chine continentale. Le transfert de souveraineté de Hong-Kong à la république populaire de Chine en 1997 peut signifier une réunification des deux marchés. Bien que les thèmes culturels doivent être manipulés (traités) avec une forte auto-censure, le public beaucoup plus grand sur le continent peut être avantageux tant à Hong-Kong qu'à la république populaire de Chine.

### XXesiècle
- Zhang Leping
- Fang Cheng
- He Youzhi
- Ye Qianyu
- Alfonso Wong

## Principaux auteurs contemporains
- Tony Wong (Wong-Yuk-Long), né en 1950 à Hong Kong
- Andy Seto, né en 1969
- Benjamin, né en 1974
- Ji Di, née en 1983
- Lee Chi Ching, né en 1963
- Nie Jun, né en 1975
- Wee Tian Beng, né en 1966 à Singapour
- Yao Fei-La, né en 1974

## Lemanhuaen France
Xiao Pan et Toki sont les premiers éditeurs à se lancer dans la bande dessinée chinoise sur le territoire français. Il y a eu quelques incursions du manhua par le passé mais il est vraiment découvert par le public français en 2006, respectivement chez Xiao Pan et chez Toki, avec Remember de Benjamin et The Celestial Zone de Wee Tian Beng permettant au public français d'accéder à un tout nouveau marché asiatique de la bande dessinée.
Liste de maisons d'édition et de collections francophones spécialisées dans le manhua :
- Tonkam
- Xiao Pan
- Delitoon
- Toki
- Soleil Productions avec la collection « Hero »
- Casterman avec la collection « Hua Shu »
- Éditions Fei
- Urban China
- Nazca Éditions
- ManEd